# 建長寺
建長寺（けんちょうじ）は、神奈川県鎌倉市山ノ内にある禅宗の寺院で、臨済宗建長寺派の大本山。正式には巨福山建長興国禅寺（こふくさんけんちょうこうこくぜんじ）と号する。
鎌倉時代の建長5年（1253年）の創建で、本尊は地蔵菩薩。開基（創立者）は鎌倉幕府第5代執権・北条時頼、開山（初代住職）は南宋の禅僧・蘭渓道隆で、第二世は同じく南宋の兀庵普寧である。鎌倉五山の第一位。境内は「建長寺境内」として国の史跡に指定されている。また、浄智寺などとともに神奈川県の歴史的風土特別保存地区に指定されている。

## 歴史

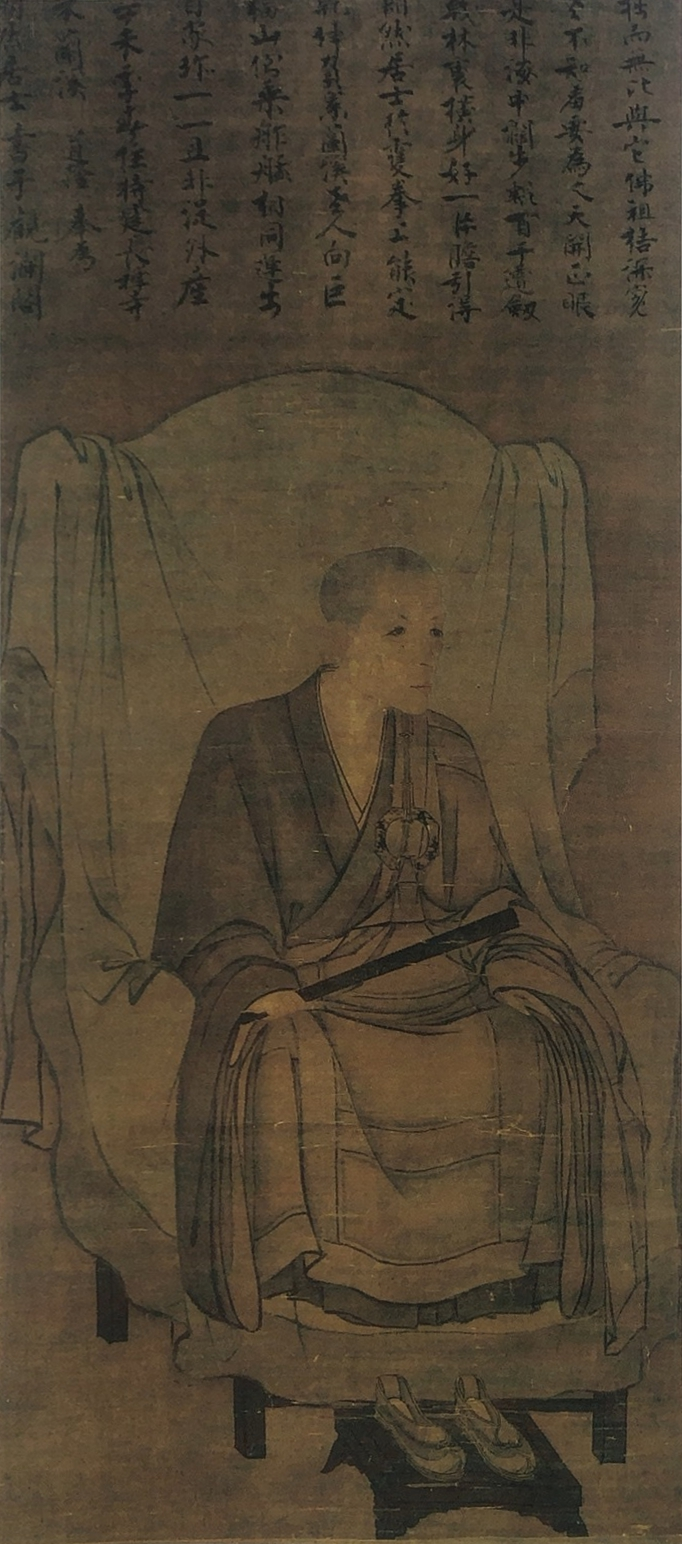
蘭渓道隆像（国宝）

### 創建
建長寺は鎌倉幕府第5代執権・北条時頼により創建された禅宗寺院で、建長5年（1253年）に落慶供養が営まれている。開山（初代住職）は南宋からの渡来僧・蘭渓道隆（大覚禅師）であった。当時の日本は、承久の乱（1221年）を経て北条氏の権力基盤が安定していた。京都にある朝廷の全国支配力は弱まり、政治的には鎌倉が事実上、日本の首府となっていた時代であった。北条時頼は熱心な仏教信者であり、禅宗に深く帰依していた。
創建の時期については、鎌倉幕府の公式記録である『吾妻鏡』には建長3年（1251年）から造営が始められ、同5年（1253年）に落慶供養が行われたとある。造営開始時期については建長元年（1249年）ないし2年からとする異説もあるが、おおむね建長元年（1249年）頃から造営の準備がなされ、同5年（1253年）に完成したとされる。建長寺が所在する山ノ内は、幕府のある鎌倉の中心部からは山一つ隔てた所に位置し、鎌倉の北の出入口の護りに当たる要衝の地であって、北条氏の本拠地でもあった。建長寺の境内が広がる谷（鎌倉では「やつ」と読む）は、元は「地獄ヶ谷」と呼ばれる処刑場で、地蔵菩薩を本尊とする伽羅陀山心平寺という寺が建っていた。建長寺の本尊が禅宗寺院の本尊として一般的な釈迦如来ではなく地蔵菩薩であるのは、こうした因縁によるものである。また、心平寺の旧本尊と伝える地蔵菩薩像は今も建長寺に伝来している。
開山の蘭渓道隆は中国・宋末の禅僧で、寛元4年（1246年）、33歳で来日した。はじめ筑前国博多に着き、京都に一時住んだ後、宝治2年（1248年）に鎌倉入りした。建長寺が創建されるまでは常楽寺（鎌倉市大船に現存）に住した。当時の日本には、すでに半世紀以上前に建立された建仁寺（京都）や寿福寺（鎌倉）などの禅宗系寺院があったが、当時これらの寺院は禅宗と他宗との兼学であり、純粋禅の道場としては建長寺は、聖福寺（北九州）などに次ぐ古さを誇るとされている。伽藍配置は中国式であり、寺内では日常的に中国語が使われていたという。蘭渓道隆の禅風は中国宋時代の純粋禅を受け継いだ厳格なものであった。道隆は弘長2年（1262年）京都の建仁寺に移ったが2年後に鎌倉に戻って建長寺住持に復帰。その後、文永の役の際には中国側のスパイと疑われたためか、甲斐国（山梨県）に流されたこともあったが、のちに許されて鎌倉に戻り、弘安元年（1278年）4月、建長寺住持に再度復帰。同じ年の7月、異国日本で生涯を閉じた。66歳であった。

### その後
その後の建長寺は正応6年（1293年）4月12日に発生した鎌倉大地震により建造物の大半が倒壊、炎上。元から来日した一山一寧を第十世に任じて再建にあたらせる。だが、続いて正和4年（1315年）、応永23年（1416年）をはじめとするたびたびの火災で創建当初の建物を失った。鎌倉時代末期には修復費用獲得のため、幕府公認で元へ貿易船（寺社造営料唐船）が派遣され、「建長寺船」と呼ばれた。江戸時代には徳川家の援助で主要な建物が新築または他所から移築されたが、1923年の関東大震災でも大きな被害を受けている。

## 伽藍
創建当時の建物は失われたとはいえ、総門・山門・仏殿・法堂（はっとう）・方丈が一直線に並ぶ伽藍配置は、創建当時の面影を残すものとされる。なお、地形の関係で総門 - 山門間の参道は斜めになっている。

### 総門
天明3年（1783年）の建立。1940年に京都の般舟三昧院（はんじゅざんまいいん）から移築されたものである。総門に掲げられた「巨福山」の額は建長寺10世住持で書の名手である渡来僧・一山一寧の筆と伝える。「巨」字の第3画目の下に、余分な「点」が書き加えられているが、この点があることによって字に安定感が出ているとされる。

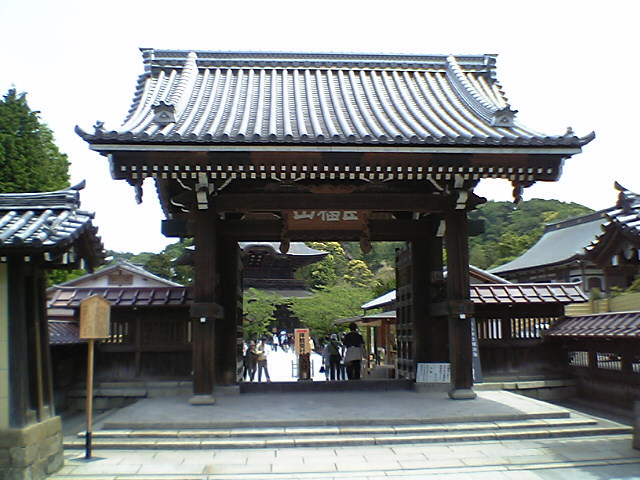
総門

### 山門（三門）
安永4年（1775年）の上棟で、2005年に重要文化財に指定されている。「三門」とも表記する（重要文化財指定名称は「建長寺山門」）。

三間一戸の二重門で、上層屋根はこけら葺き形銅板葺きとする。棟梁は建長寺大工の河内長兵衛である。下層はすべて吹き放しで、扉は設けていない。禅宗様建築は一般に木柄の細いのを特色とするが、この門は柱などの各種部材が太く豪快であるのが特色である。門の中心に位置する2本の柱からは前後左右に虹梁（こうりょう）を架け、虹梁上に大瓶束（たいへいづか）を立てて鏡天井を支える。上層の正面中央には唐破風を設け、ここに「建長興国禅寺」の扁額を掛ける。上層内部には宝冠釈迦如来像を中心に十六羅漢像、五百羅漢像（銅造）などを安置する（上層は非公開）。関東大震災では上層の屋根が破損したが、これは本来、こけら葺き用に造られていた小屋組に江戸時代末期に重い銅板を葺いたことが原因であり、門の主要部材の被害は軽微であった。

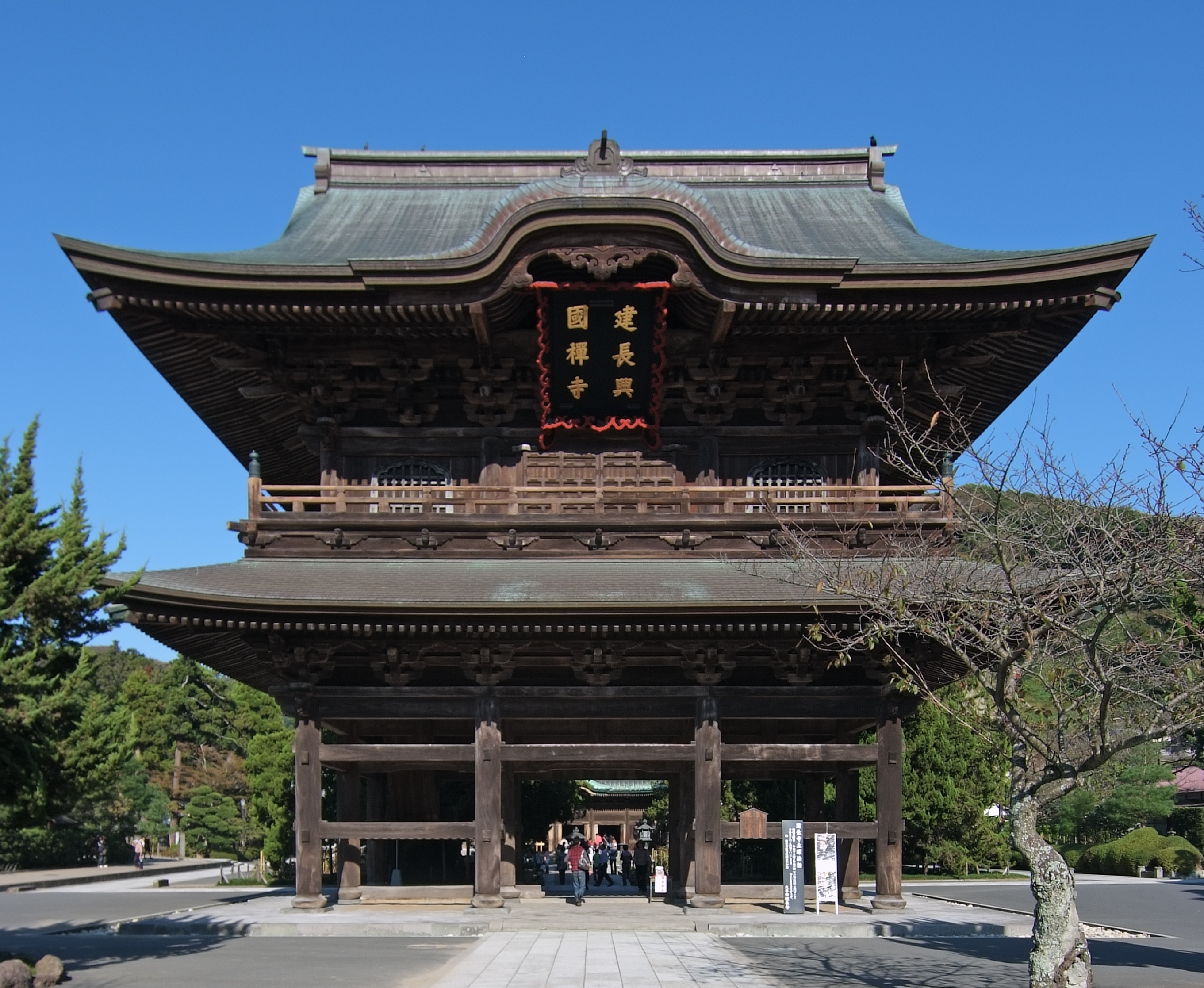
建長寺三門（2009年）
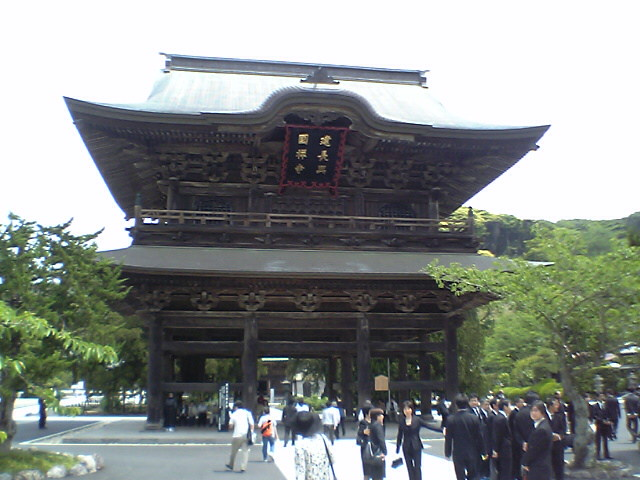
巨福山建長寺三門
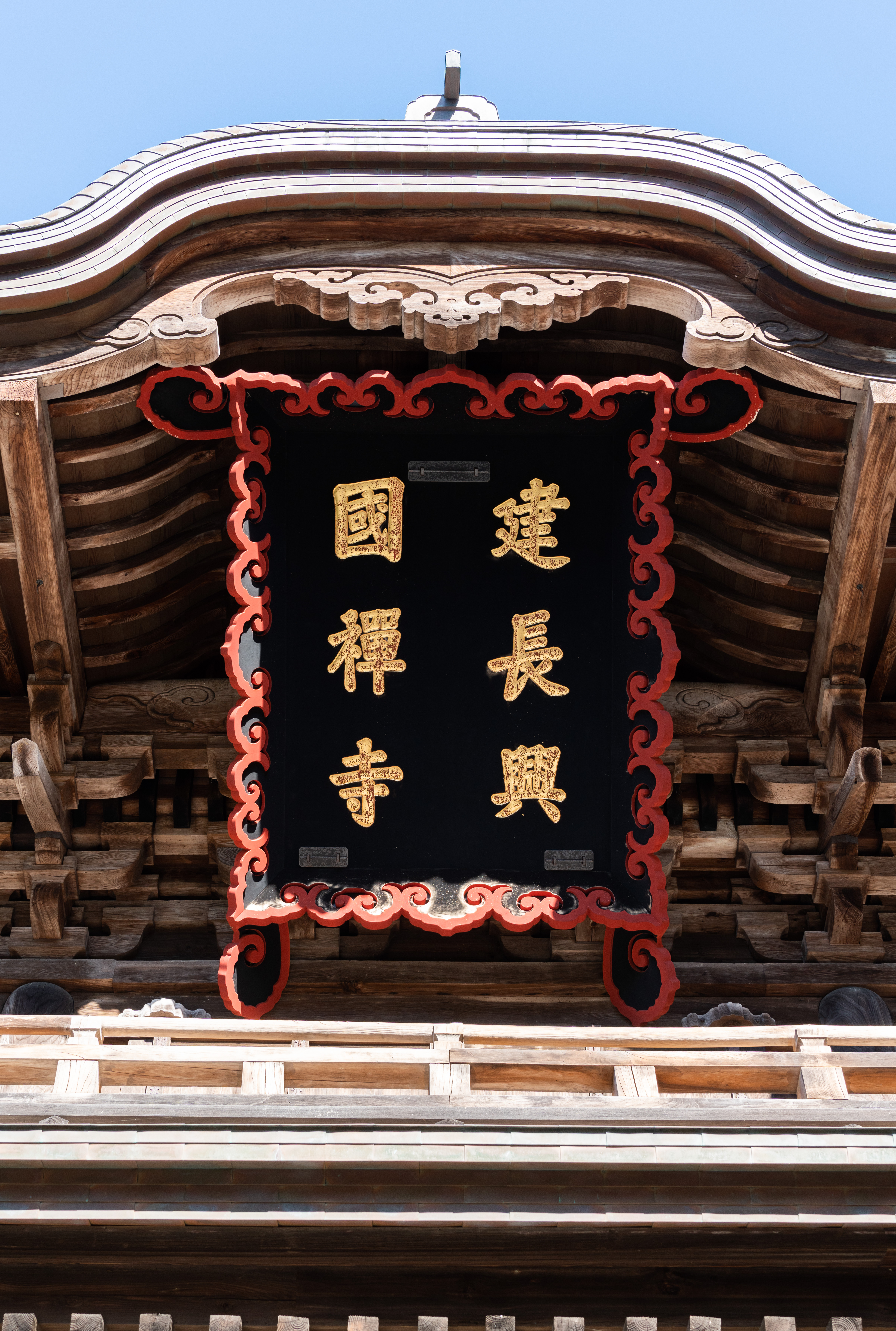
建長寺三門に掲げられた扁額

### 仏殿
重要文化財。寄棟造で単層裳階が付く。
芝（東京都港区）の増上寺にあった、徳川秀忠夫人崇源院の霊屋（たまや）を建て替えに際し、譲渡されたもので、正保4年（1647年）に建長寺に移築されている。
もともと霊廟建築として造られたものであるので、屋根や天井などの形式が一般的な禅宗の仏殿とは異なっている。すなわち、屋根は入母屋造でなく寄棟造である。また、天井は禅宗仏殿では平板な「鏡天井」とし、龍などの絵を描くことが多いが、この仏殿の天井は和様の格天井（ごうてんじょう）である。

堂内には本尊の地蔵菩薩坐像（室町時代の作、像高2.4メートル）、もとこの地にあった心平寺の旧本尊地蔵菩薩坐像、千体地蔵菩薩立像、千手観音坐像、伽藍神像などを安置する。堂前にあるビャクシン（白槙、和名イブキ）の古木7本は開山蘭渓道隆手植えと伝えるもので、樹齢約750年といわれる。

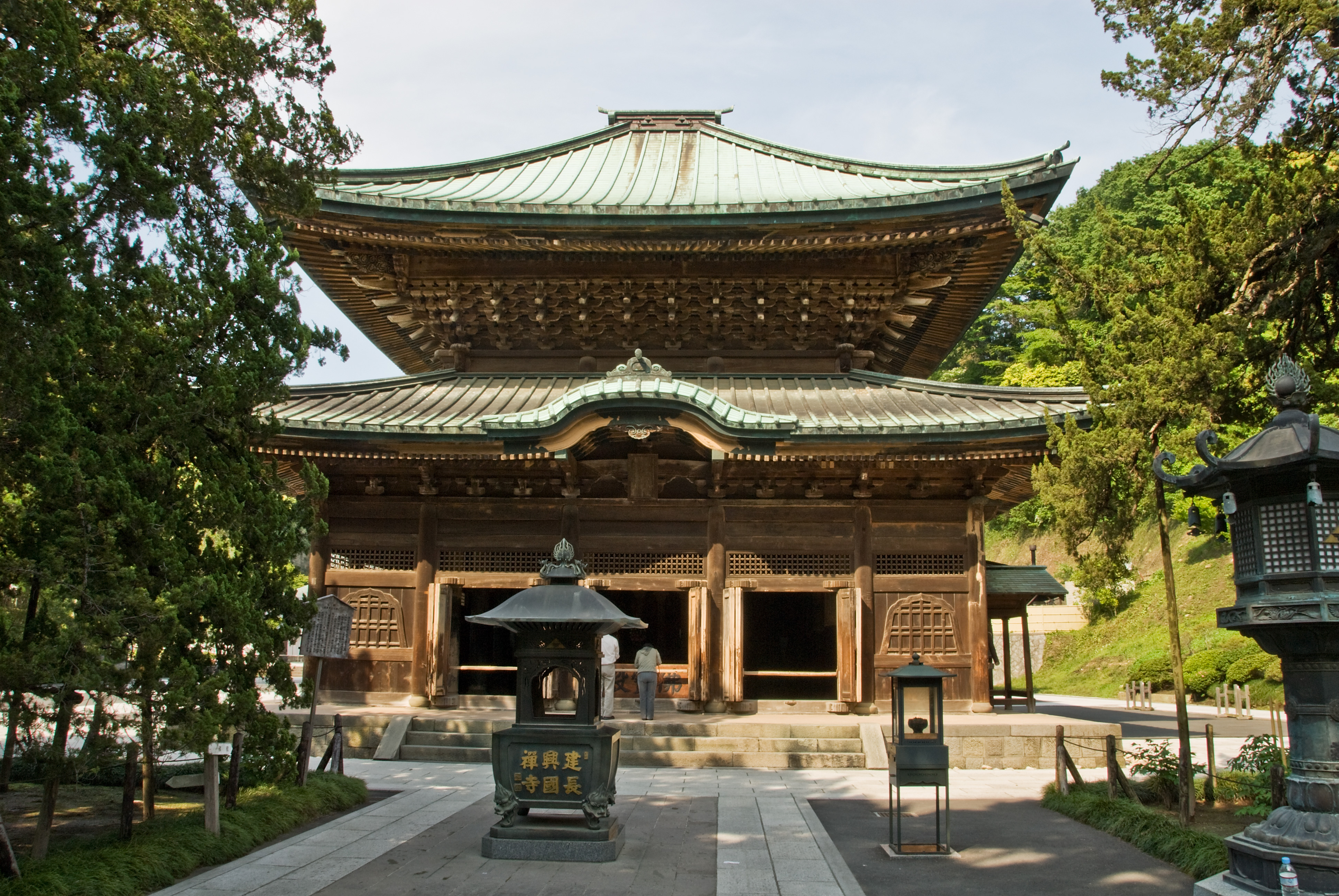
建長寺仏殿
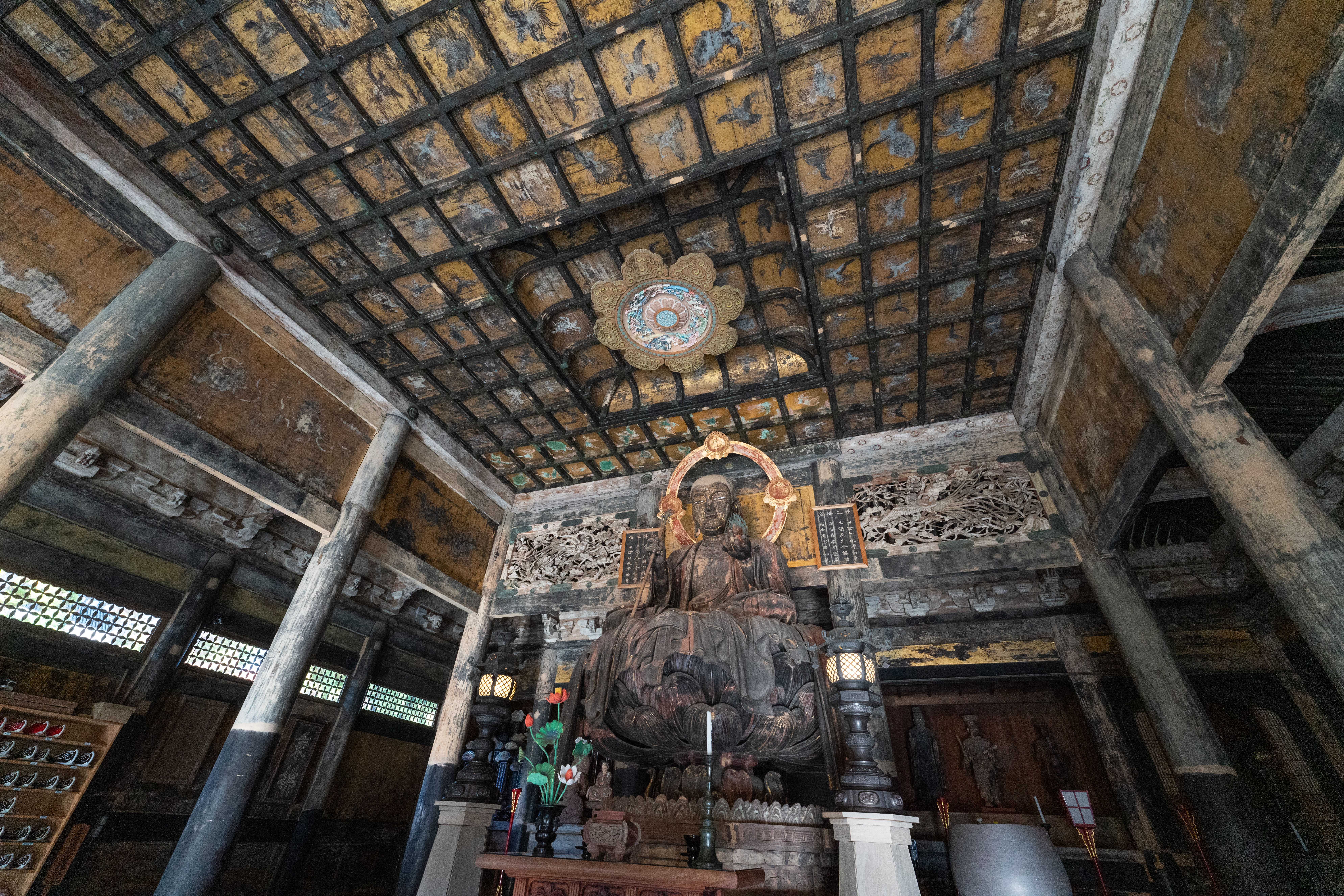
建長寺仏殿の内部
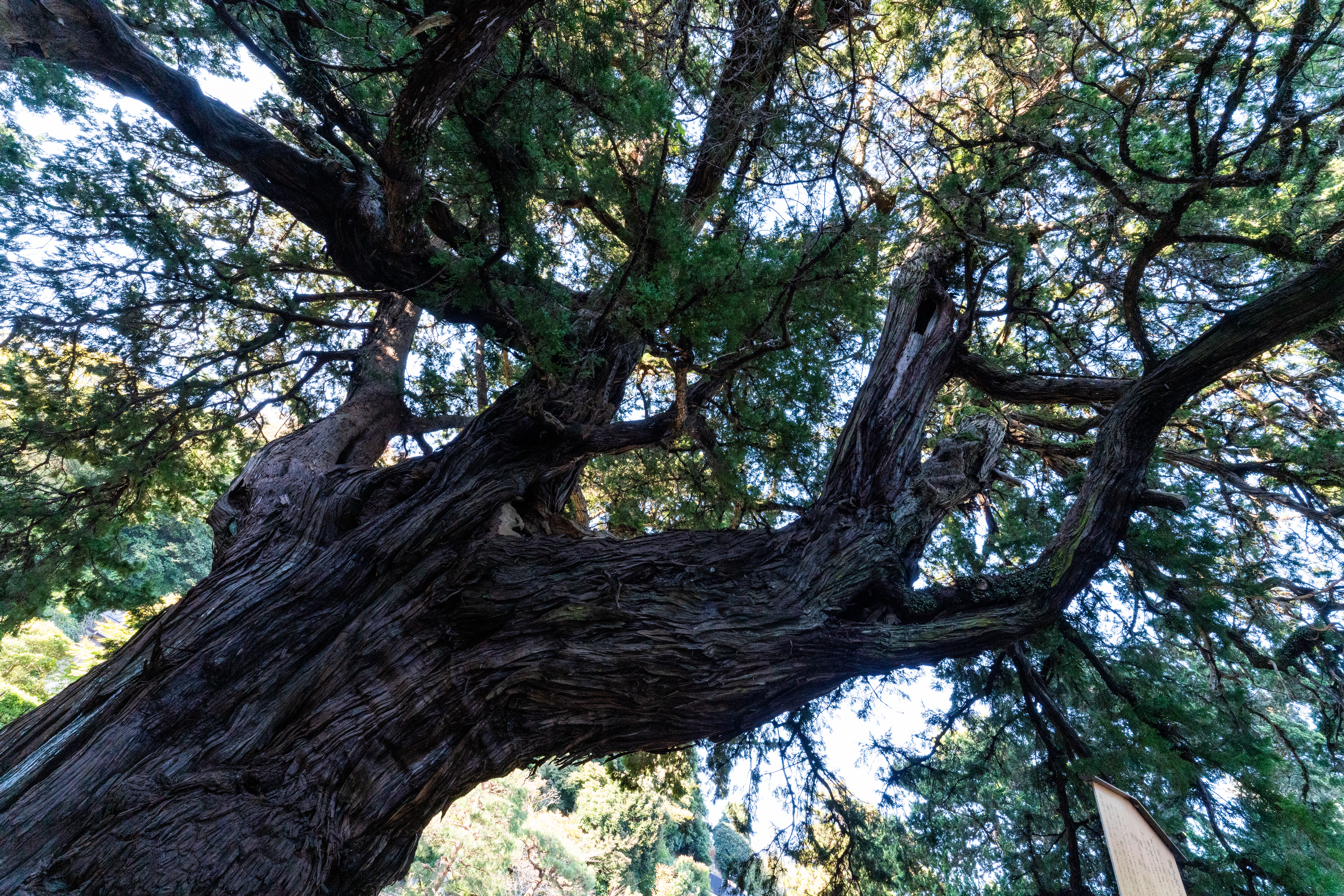
建長寺仏殿前に立つ柏槇（ビャクシン）

### 法堂
禅宗以外の寺院の「講堂」に相当する建物。入母屋造、方三間、裳階（もこし）付き、銅板葺き。文化11年（1814年）の上棟、文政8年（1825年）の竣工である。棟梁は建長寺大工の河内久右衛門。内部には身舎・裳階の境に柱が立つのみで間仕切りはない。床は瓦の四半敷きとする。堂内中央奥に高さ2メートルを超える法座を設け、その奥に本尊千手観音坐像を安置する。なお、天井の雲龍図は、鏡天井に直接描かれたものではなく、別に制作された絵を掲げたものである。鎌倉最大級の木造建築で2005年に重要文化財に指定された。

天井画は小泉淳作筆の雲龍図。2005年愛知万博に陳列されたパキスタンのラホールにあるラホール中央博物館所蔵の釈迦苦行像のレプリカが愛知万博終了後にパキスタンより寄贈され、安置された。

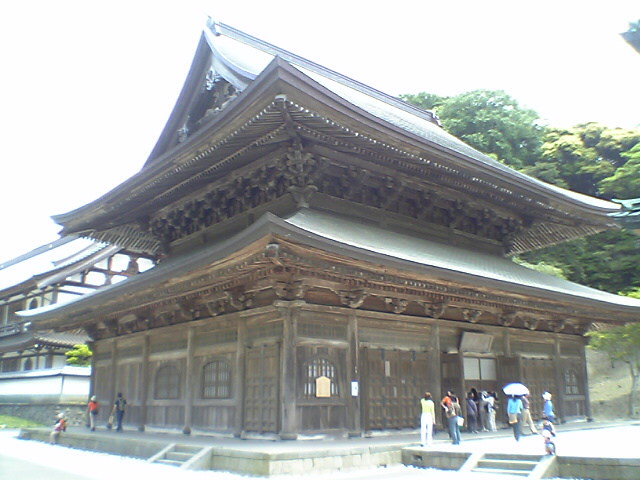
法堂
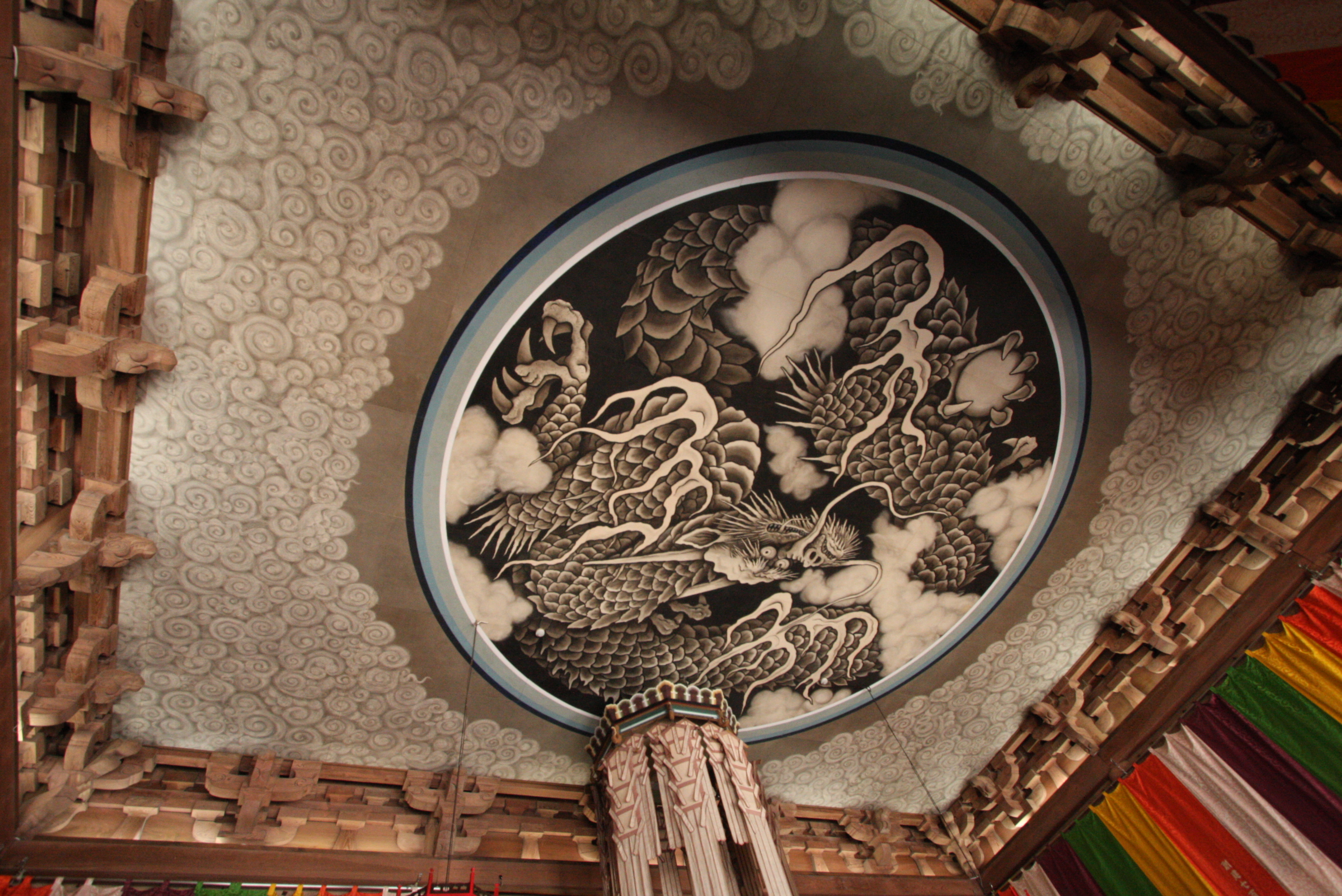
鎌倉に住んでいた日本画家小泉淳作の筆による「雲龍図」（法堂天井画）
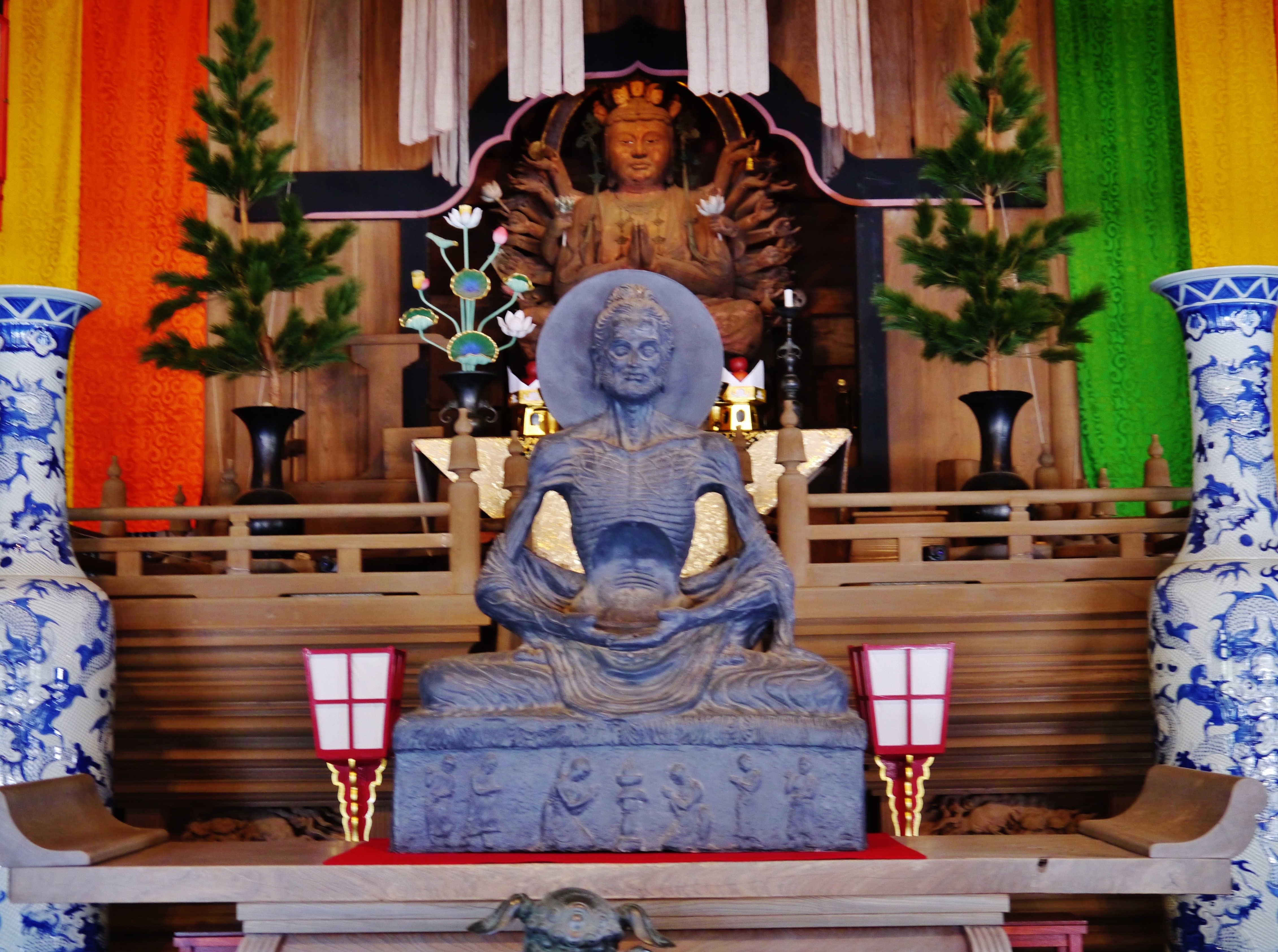
「釈迦苦行像」

### 唐門
重要文化財で方丈入口の門。仏殿と同じく、芝の徳川秀忠夫人崇源院霊屋から移築したもの。関東大震災以来の大修理が2011年5月に終了し、移築当時の姿が再現された。

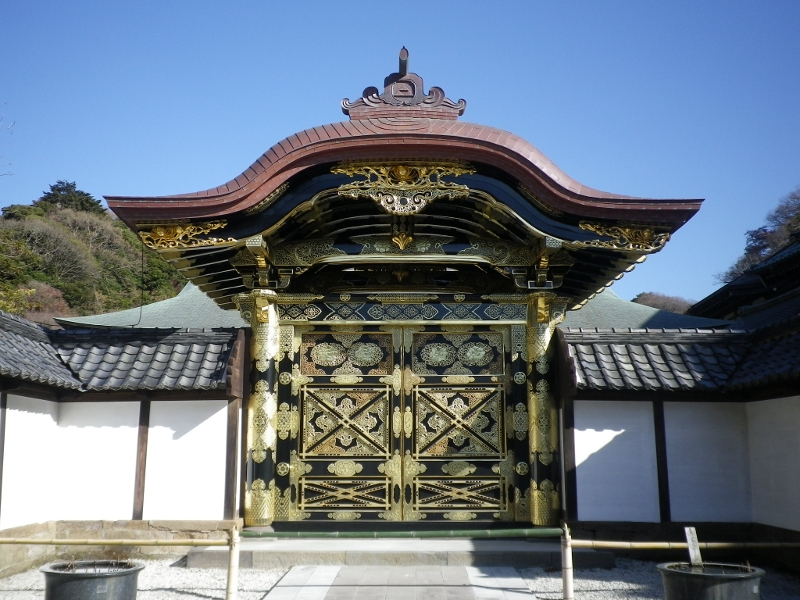
唐門（2011年の修理後）
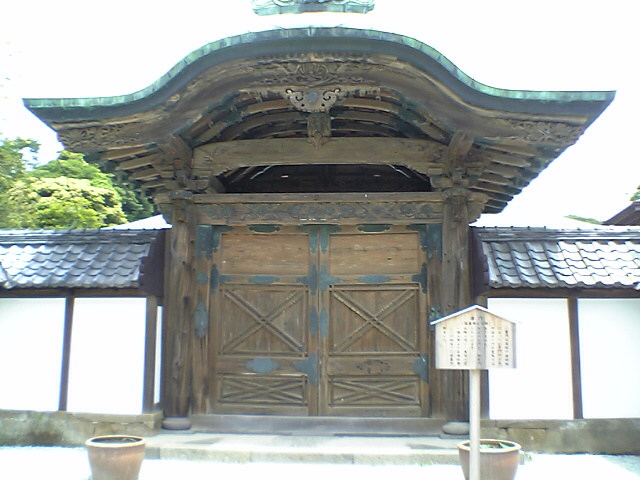
唐門（2011年の修理前）

### 方丈
「竜王殿」とも称する。総門と同じく、京都の般舟三昧院から移築したもの。庭園は夢窓疎石の作といわれる。

### 華厳塔跡
高さ20mを超える五重塔（一説に三重塔）があったが、参道建設時に塔跡は壊され現在は石碑が残るのみ。

### 半僧坊
境内のもっとも奥、山の中腹にある、建長寺の鎮守である。
ここに祀られる半僧坊権現は、1890年に当時の住持であった霄（おおぞら）貫道禅師が静岡県引佐郡奥山（現・浜松市浜名区）の方広寺から勧請した神で、火除けや招福に利益があるという。半僧坊権現とは、後醍醐天皇皇子の無文元選禅師（前述の方広寺開山）の元に忽然と現われ、無理やり弟子入りした白髪の老人で、神通力を持っており、無文禅師が死去するとその老人もまた姿を消したという。
半僧坊へ上る石段の途中には天狗の像がある。

### その他
境内にはこのほか、江戸時代初期の豪商・河村瑞賢の墓や、織田長益（有楽斎）のものとされる墓などがある。

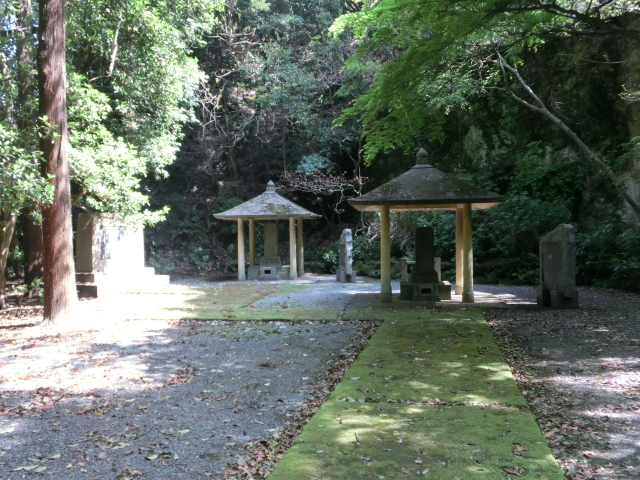
河村瑞賢の墓

## 塔頭
塔頭（たっちゅう）の本義は、祖師や高僧の墓塔を守るために、師の徳を慕う弟子らが建立した小寺院を意味するが、転じて大寺院の境内周辺に建てられた小寺院を指す。建長寺には最盛期には49か院の塔頭があったが、現在は境外塔頭を含め12か院を残すのみである。塔頭のうち常時公開されているのは境外塔頭の円応寺（新居閻魔堂）のみ。長寿寺は春秋などに時期を限って公開、妙高院、龍峰院は観音霊場巡りの巡礼者のみ入れる。他の塔頭は原則非公開である。
西来庵（せいらいあん）
開山蘭渓道隆の墓塔を守る塔頭寺院である。山門の右手にある嵩山門（すうざんもん）が入口だが、そこから先は修行道場のため、一般の立ち入りは禁止されている。開山蘭渓道隆の墓塔（石造無縫塔）、蘭渓の肖像彫刻を安置する開山堂とその手前に立つ昭堂（重要文化財）などがある。昭堂は寛永11年（1634年）頃の建立である。
妙高院（みょうこういん）
第28世肯山聞悟（こうざんもんご）の塔所。山号は若昇山。貞和二年（1346年）頃の創建とされる。本尊は宝冠釈迦如来（札所本尊は聖観音）。このほか肯山聞悟坐像（天保9年の銘あり）がある。鎌倉三十三観音霊場27番札所。
同契院　（どうけいいん）
第31世象外禅鑑の塔所。本尊は十一面観音。元は円覚寺山内にあったが、応安7年（1374年）に火災に遭い、その後建長寺に移転した。移転後も享保21年（1736年）に火災に遭い、客殿・庫裏が消失したと記録に残る。
宝珠院（ほうしゅいん）
第35世了堂素安の塔所。山号は竹園山。本尊は釈迦如来（旧本尊は地蔵菩薩だが盗難に遭い消失）。本院の庫裏に作家の葛西善蔵が大正8年より寄宿し、執筆をおこなった。後年関東大震災で被災したため、帰京する。
龍峰院（りゅうほういん）
第15世約翁徳倹の塔所。山号は蓬莱山。本尊は聖観音。徳治2年(1307年）の創建。鎌倉三十三観音霊場29番札所。
天源院(てんげんいん)
第13世南浦紹明（なんぽじょうみん）の塔所。山号は雲閑山。本尊は釈迦如来。
正統院（しょうとういん）
第14世高峰顕日の塔所。山号は天津山。本尊は文殊菩薩。もとは浄智寺にあったが、夢窓疎石によって建長寺に移された。境内地はもと無学祖元の塔所として建てられた正続院の跡地である。正続院は円覚寺に移されている。境内の墓地にあるやぐら内に特攻隊の戦死者を祀る「神雷戦士之碑」が建つ。碑は1965年3月21日に建立され、特攻による戦死者829名と特攻機のテスト機殉難者の氏名や階級・出身地が刻まれている。
回春院（かいしゅんいん）
方丈の裏手から半僧坊へ向かう道の途中を右に折れた谷戸の奥に位置する。第21世玉山徳璇（4字目は王偏に「旋」）の塔所。山号は幽谷山。本尊は文殊菩薩。
華蔵院（けぞういん）　
第60世伯英徳俊の塔所。境外塔頭。民有地にあり、立入禁止となっている。
禅居院 （ぜんきょいん）　
建長寺総門から県道を挟んだ向かい側に位置する。第22世清拙正澄の塔所。山号は石屏山。本尊は聖観音。
長寿寺　
足利尊氏の菩提のため、子の足利基氏（関東管領）が建立。開山は古先印元。本尊は釈迦如来。
円応寺　
別名新居閻魔堂。もとは由比郷、続いて材木座に移転し、近世に現在地に移転した。本堂には閻魔王を含む冥界の十王像を安置する。桑田道海（智覚禅師）の開創というが定かでない。

## 文化財

### 国宝

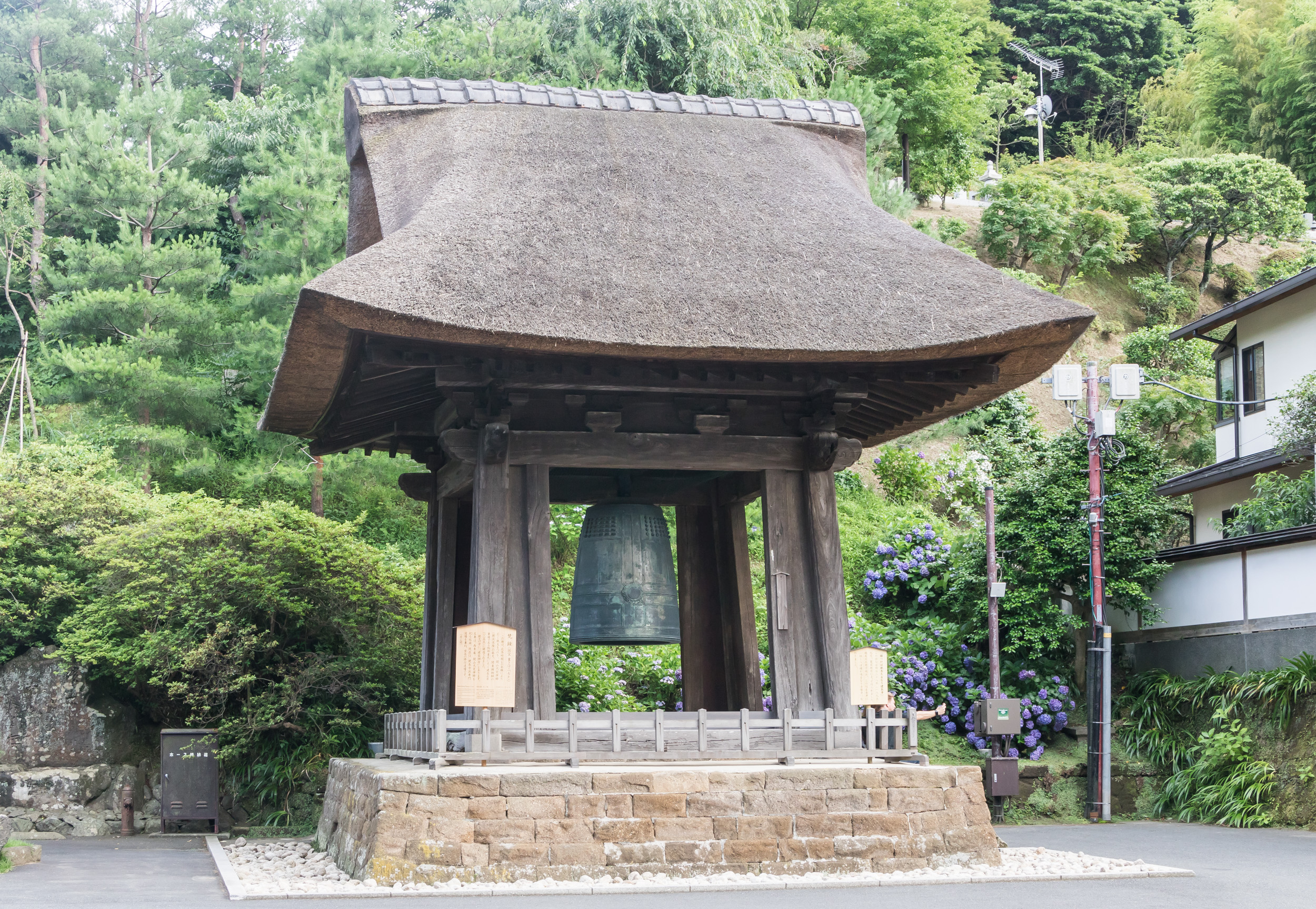
梵鐘。国宝

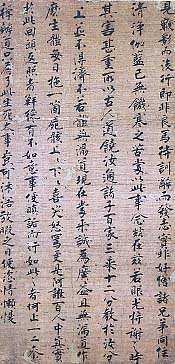
蘭渓道隆筆「法語規則」のうち「法語」。国宝

- 絹本淡彩蘭渓道隆像 - 文永8年（1271年）に描かれた頂相（肖像画）。賛（絵の上部に書かれた文章）は像主蘭渓道隆の自筆である。
- 大覚禅師墨蹟 法語規則 2幅 - 「墨蹟」は禅宗高僧の遺墨を指す用語。大覚禅師（蘭渓道隆）自筆の「法語」と「規則」である。「法語」には寺内の僧に対し、怠慢をいましめ、修行に専念すべき旨が書かれ、「規則」は修行僧の日常生活について細かく規定したものである。洗面の時間帯から簾の巻き上げ方まできわめて厳格に規定されている。
- 梵鐘 - 山門右手の鐘楼に架かる。高さ約2.1メートル。建長寺創建当時の数少ない遺品の1つとして貴重である。建長7年（1255年）、鋳物師物部重光の制作。銘は蘭渓道隆が撰（作文）し、筆を執ったもので、文字は陽鋳（字形が彫り込まれるのではなく立体的に浮き出している）となっている。撞座の位置が高い点など、全体に復古的な作風を示す鐘である。銘文中の「建長禅寺」は、日本における「禅寺」の語の初見とされている。

### 重要文化財
- 山門[16]
- 仏殿
- 法堂[16]
- 昭堂
- 唐門
- 大覚禅師塔（石造無縫塔）
- 絹本著色釈迦三尊像
- 絹本著色十六羅漢像 8幅
- 絹本著色大覚禅師像（経行像）
- 絹本著色大覚禅師像 霊石如芝賛
- 絹本墨画観音像 32幅
- 紙本墨画喜江禅師像 祥啓筆 玉隠英璵賛
- 木造伽藍神像 5躯[17]
- 木造北条時頼坐像
- 木造蘭渓道隆坐像（西来庵開山堂安置）[18]
- 黒漆須弥壇

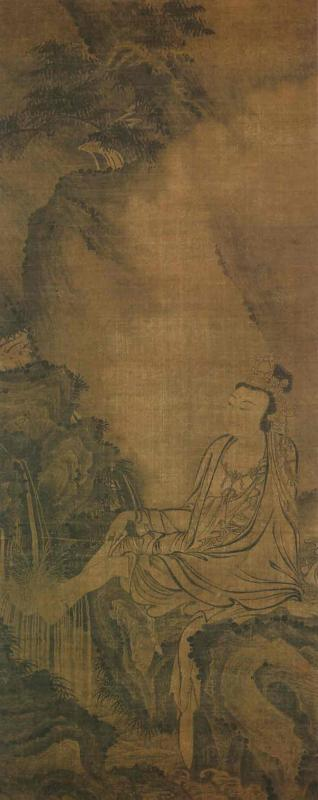
絹本墨画観音像（32幅のうち）。重要文化財

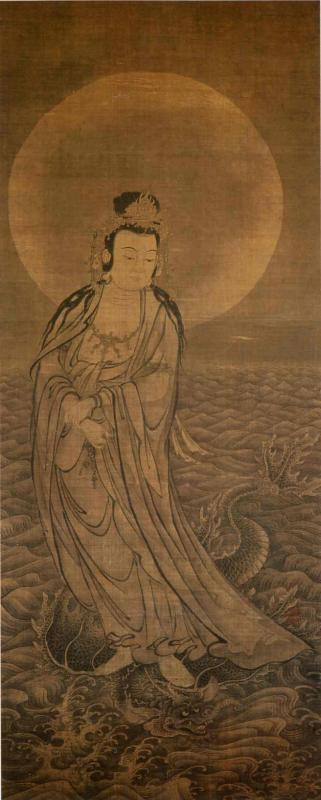
絹本墨画観音像（32幅のうち）。重要文化財

- 金剛般若経 蘭渓道隆筆 1帖（附:玄津及び元松添状2通）
- 和漢年代記 2冊（附:元禄写本1冊）
- 大覚禅師墨蹟 3幅
- 西来庵修造勧進状 玉隠英璵筆
- 木造高峰顕日坐像（正統院所有） 正和4年（1315年）院恵等の銘あり

※典拠：2000年（平成12年）までの指定物件については、『国宝・重要文化財大全 別巻』（所有者別総合目録・名称総索引・統計資料）（毎日新聞社、2000）による。それ以降の指定物件については個別に脚注を付した。

### 境内および庭園
境内は1966年（昭和41年）9月12日、「建長寺境内」として国の史跡に指定されている。庭園は1932年（昭和7年）7月23日、「建長寺庭園」として国の史跡および名勝に指定されている。「建長寺庭園」の指定範囲は仏殿前のビャクシンの植栽と、方丈裏の庭園である。

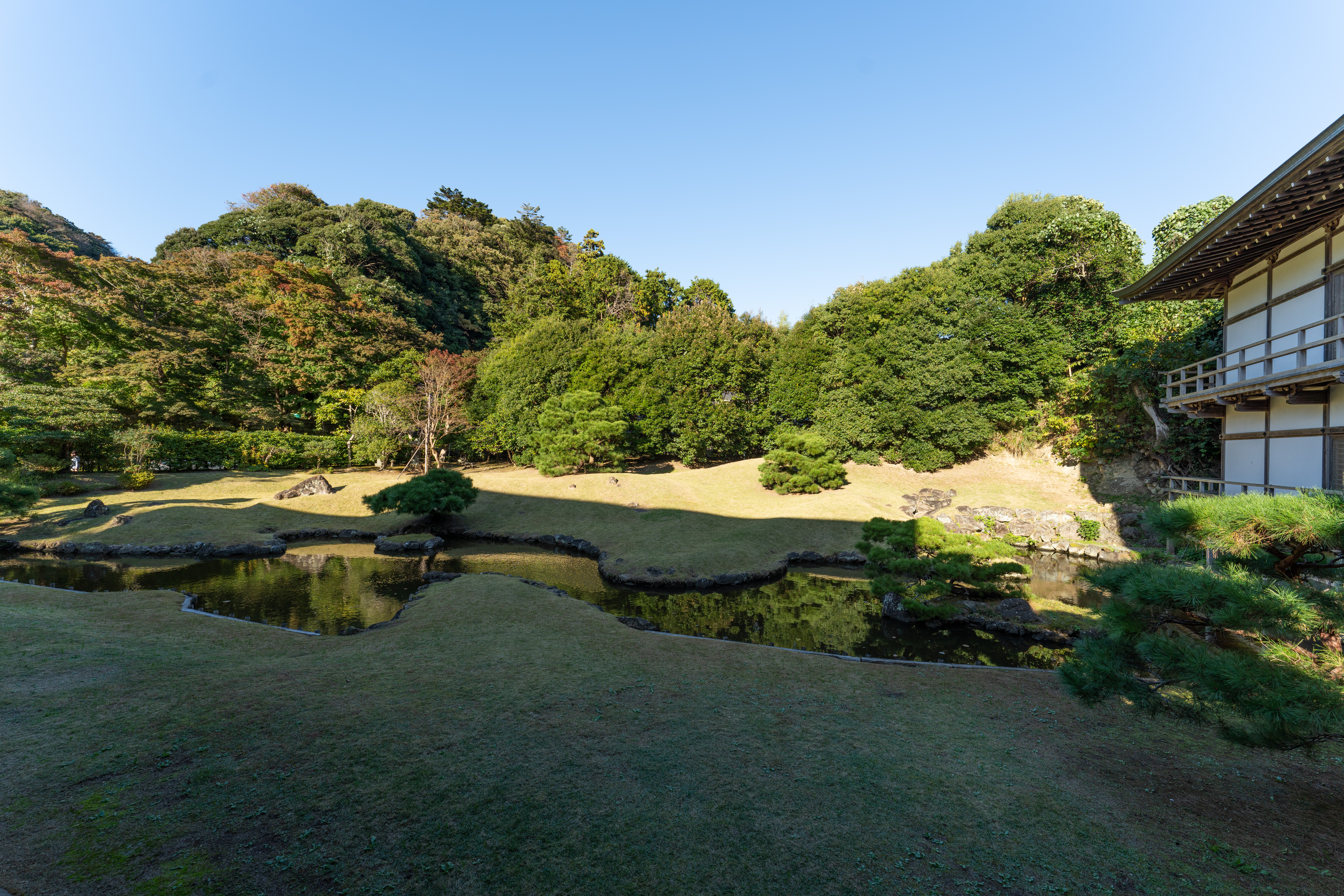
庭園

### 拝観
参拝者や、修学旅行生を含む観光客が年間で約50万人訪れる。大人500円、子供（小中学生）200円の拝観料が必要。前述のように、坐禅修行に使う僧坊などは拝観対象外である。
指定文化財のうち、国宝の梵鐘は随時見学可能。その他の書画、工芸品の大部分は鎌倉国宝館に寄託されており、同館の展示で順次公開されるほか、例年11月3日前後に3日間行われる「宝物風入れ」という行事の際、寺内で公開される。なお、近くの円覚寺でも同時期に同様の「宝物風入れ」が実施される。

## 宗学林と関連エピソード
1886年（明治19年）、修行僧学校・宗学林を設立。現在の鎌倉学園中学校・高等学校の前身となる。現在も同校の経営に関与しているが、明確な形での宗教教育は行っておらず、男子中高一貫教育を行う進学校として運営されている。

同校の出身者である桑田佳祐が所属するサザンオールスターズが、2003年6月21日に、境内でスペシャル・ライブを行い、三門（山門）がステージとして使用された。入場者はファンクラブ会員の2,500名限定であったが、境内に入れないファンが殺到し、付近の路上は大渋滞となった。三門（山門）は重要文化財に指定される前であったが、音響機材・照明機材が接する場所はすべて養生され、非常に慎重に運営された様である。

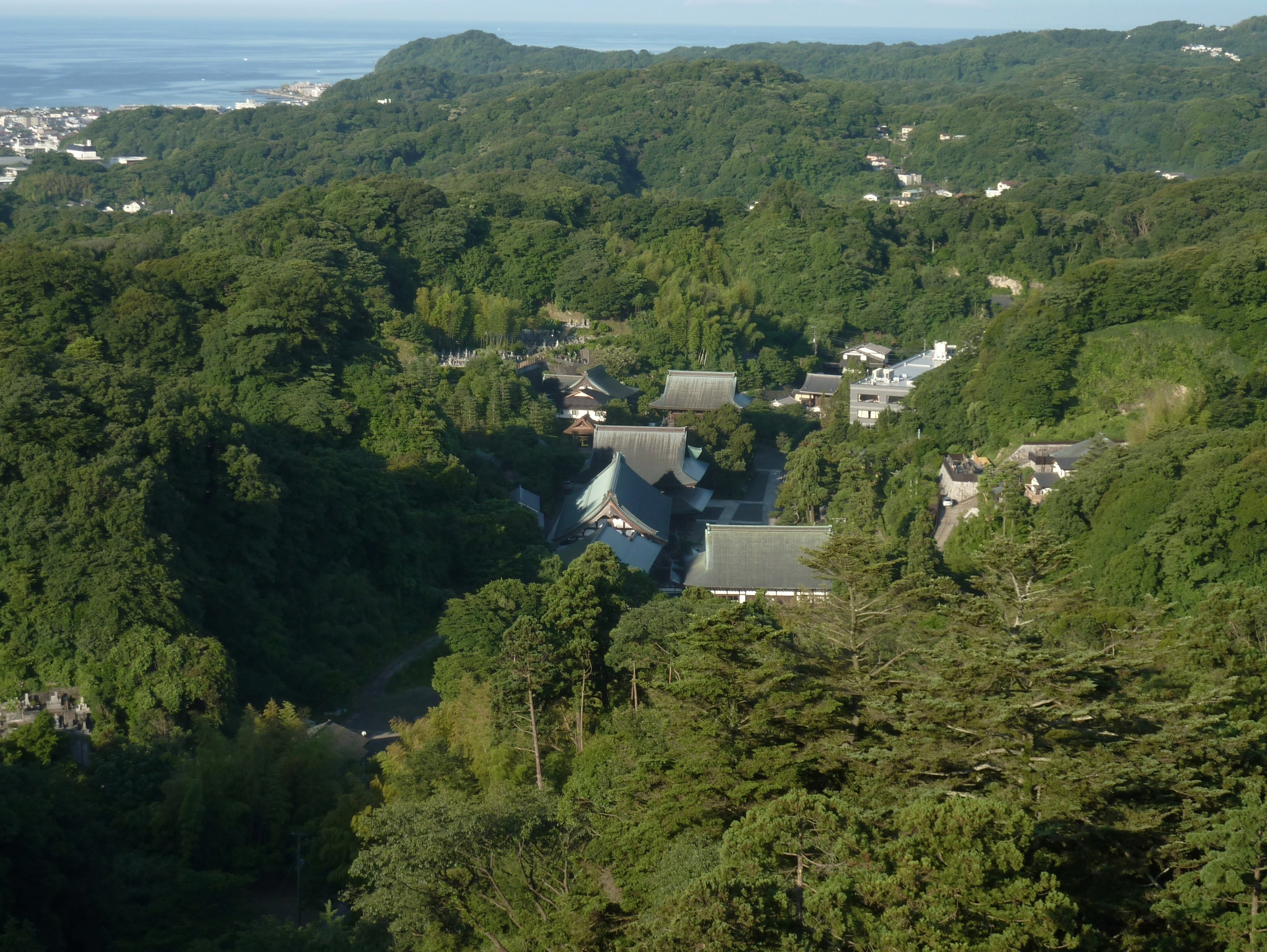
「勝上巘」より望む建長寺境内（※「巘」は山冠に「献」）

また、2003年6月28日に『第17回・FNS27時間テレビ みんなのうた』において、スペシャル・ライブの模様を収録した映像が放送された。この際、映像の雰囲気が生放送（生中継）の様に見えたため、視聴者が勘違いしないよう「この模様は事前に収録したものです」とテロップを入れ、さらにアナウンサーからも同様の注意喚起が行われたにもかかわらず、一部視聴者が「サザンオールスターズが今、建長寺でライブをしている」と勘違いして殺到した。

## 交通
- 横須賀線（JR東日本）北鎌倉駅下車徒歩20分[11]、江ノ島電鉄（江ノ電バス）3分「建長寺」下車徒歩すぐ[22]
- 横須賀線・江ノ島電鉄鎌倉駅下車徒歩30分[11]、江ノ島電鉄（江ノ電バス）5分「建長寺」下車徒歩すぐ[22]
  - バスは渋滞が多い。
- 境内にはハイキングコースがつながっており、鎌倉市内の瑞泉寺方面や、さらに横浜市の円海山方面まで行くことができる。